# 장성록
장성록(1969년 1월 7일~)은 조선민주주의인민공화국의 크로스컨트리 스키 선수로, 1992년 동계 올림픽에 참가했다.